# السوادة (المخادر)

تعديل مصدري - تعديل

السوادة محلة تابعة لقرية جبجب همال، التابعة لعزلة الشرف بمديرية المخادر إحدى مديريات محافظة إب في الجمهورية اليمنية، بلغ تعداد سكانها 21 حسب تعداد اليمن لعام 2004.